# 名古屋ダイヤモンドドルフィンズ
名古屋ダイヤモンドドルフィンズ（なごやダイヤモンドドルフィンズ、英: Nagoya Diamond Dolphins）は、愛知県名古屋市をホームタウンとするプロバスケットボールチーム。運営法人は名古屋ダイヤモンドドルフィンズ株式会社。1950年に三菱電機名古屋男子バスケットボール部として創設され、現在はB1リーグの中地区に所属している。

## 概要
ホームタウンは愛知県名古屋市で、運営会社は名古屋ダイヤモンドドルフィンズ株式会社。母体は三菱電機名古屋製作所男子バスケットボール部で、約65年の歴史を持つ。全国タイトルは三菱電機時代に計5回。チーム名「ダイヤモンドドルフィンズ」には、水の中を泳ぐイルカのようにコートを走り、そして、ダイヤモンドのように強く光り輝くという意味を込めている。チームカラーはドルフィンズレッド。

### ロゴマーク
「強いものはいつもシンプルで情熱的」というメッセージを持たせており、日本の中心に位置するここ名古屋の魅力を世界へ発信すべく、エンブレムを円の中に納め、極力要素を減らすことでこのメッセージ通りのイメージを表現。
- 「8つの星」：星は8個並んでおり、名古屋市章の「八」を表現[5]。
- 「ドルフィンズエンブレム」：バスケットボールのラインをリデザインし、イルカと名古屋市章の「八」が隠されている。紋章のようにし、名古屋に鎮座する「強き者たちの集団」を表現[5]。
- 「D」：DIAMON「D」と「D」OLPHINS。双方をつなげる「D」には、チームの象徴であるイルカを忍ばせている[5]。

### ユニフォーム

#### ユニフォームスポンサー （2024-25シーズン）
- サプライヤー：ヒュンメル
- 前面：三菱電機（中央）
- パンツ：栗田商会（右前）、TAMADIC（左前）、ACTホールディングス（右後ろ）、アオキスーパー（左後ろ）

#### ユニフォームサプライヤー
- 1990年 - 2020年：アシックス[6]
- 2020年 - 2022年：TIGORA[7]
- 2022年[8][9] - 現在：ヒュンメル

#### 歴代ユニフォーム
| HOME      | HOME      | HOME      | HOME      | HOME      |
| --------- | --------- | --------- | --------- | --------- |
| 2016 - 18 | 2018 - 20 | 2020 - 22 | 2022 - 24 | 2024 - 25 |
| 2025 - 26 |           |           |           |           |
|           |           |           |           |           |

| AWAY      | AWAY      | AWAY      | AWAY      | AWAY      |
| --------- | --------- | --------- | --------- | --------- |
| 2016 - 18 | 2018 - 20 | 2020 - 22 | 2022 - 24 | 2024 - 25 |
| 2025 - 26 |           |           |           |           |
|           |           |           |           |           |

| Other                         | Other                     | Other                                       | Other                       | Other                                               |
| ----------------------------- | ------------------------- | ------------------------------------------- | --------------------------- | --------------------------------------------------- |
| 2020 - 21 シティ エディション | 2020 - 21 4th AK-69コラボ | 2022 - 23 シティ エディション 2023 - 24 4th | 2022 - 23 4th 2023 - 24 3rd | 2024 - 25 DOLPHINS FESTIVAL BLACK DIAMOND DAYS 2024 |
| 2024 - 25 ミモザ              |                           |                                             |                             |                                                     |
|                               |                           |                                             |                             |                                                     |

### マスコット
- ディーディー

何よりも強く光り輝き、大海原を自由に泳ぎ回る、多くの人々に親しみと幸せを与える人気のドルフィンをイメージしている。メルコドルフィンズ時代は従来のキュートな可愛らしさだったが、ダイヤモンドドルフィンズ時代からはスピーディー且つ力強さ、勇ましさを強調。パンツ、シューズもブルー系で統一し、ポイントの赤いリボンもリニューアルした。チームカラーを変更した2016年からは、体の色が青色から白色になった。白いグローブはスポーツマンシップを忘れない紳士的な意味を持つ。
- レッドル

2018-19シーズンより応援団長に就任。2023-24シーズンより長期休暇のため登場せず。

### ネーミングライツ

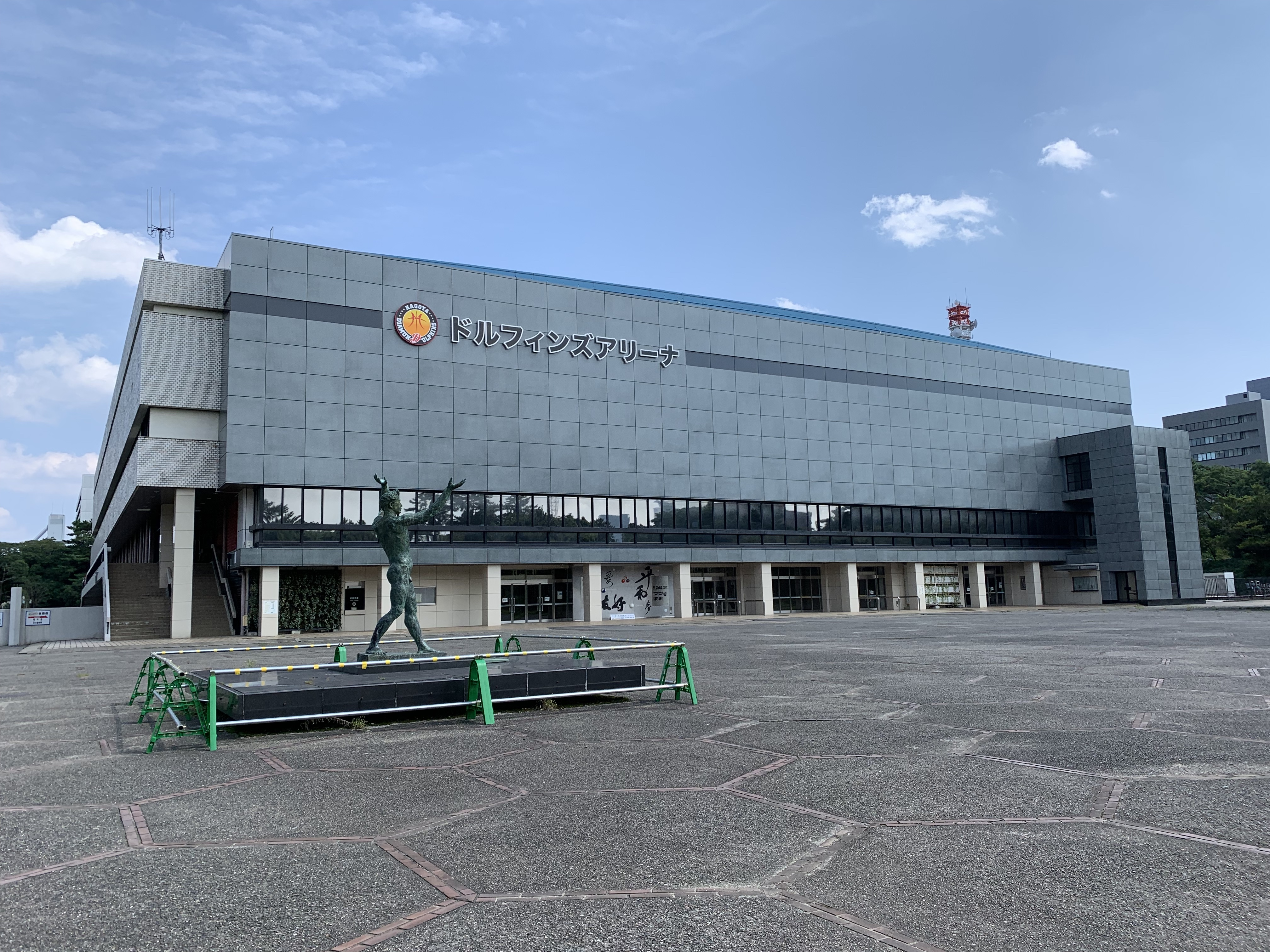
かつてホームアリーナとして利用していた愛知県体育館

2018年3月28日、ホーム会場である愛知県体育館の施設命名権を取得。同年4月1日から2021年3月31日までの3年間、愛称を「ドルフィンズアリーナ」と命名して使用されることとなった。
ただし、同会場は大相撲名古屋場所開催会場となるため、大相撲中継を行うNHKにおける 広告・宣伝放送を禁止 した放送法83条に抵触することから、『NHK放送ガイドライン』の「企業名などを除いた施設名が定着している場合には、企業名などを除いた名称を使うこともある」とする基準を適用し、開催期間中は正式名称で使用される（特に、本場所開催会場では国技館と福岡国際センターが命名権を導入していない一方、先に命名権が導入された大阪府立体育会館では放送法により同様の措置が取られている）。
一方、NHKがドルフィンズのホームゲームを同会場から中継する場合は、他の命名権導入会場で行われる試合に合わせて、「施設の名称である以上、放送に使用することはやむをえないが、名前の一部に企業名などが含まれているため、ニュースや番組の中では繰り返しを避けて、抑制的に名称を用いる」基準を適用して命名権名称で案内している。
なお、主催者である日本相撲協会側では番付表に正式名称と命名権名称の両方を併記している他、読売新聞など一部の新聞も同様に併記する例がある為、統一性が図られていない。

### 開催アリーナ

#### B.LEAGUE
| ホームアリーナ       | 16-17 | 17-18 | 18-19 | 19-20  | 20-21  | 21-22  | 22-23 | 23-24 |
| -------------------- | ----- | ----- | ----- | ------ | ------ | ------ | ----- | ----- |
| ドルフィンズアリーナ | 24    | 25    | 25    | 19(27) | 24(28) | 18(25) | 26    | 30    |
| パークアリーナ小牧   | 6     | 4     | 5     | 0(3)   | 2      | 4(5)   | 4     |       |
| サオリーナ           |       | 1     |       |        |        |        |       |       |
| ホーム試合数計       | 30    | 30    | 30    | 19(30) | 26(30) | 22(30) | 30    | 30    |

括弧内は開催予定だった試合数

#### 新アリーナへの移転
愛知県体育館をホームアリーナとして利用するとともに、同アリーナは大相撲名古屋場所開催会場としても利用されている。一方、施設の老朽化、スポーツの国際大会を開催するための国際水準を満たしていない課題などを抱えていた。2022年（令和4年）7月から、愛知県体育館の移転新築工事として「愛知国際アリーナ」の建設を進め、2025年（令和7年）7月に開業した。観客席は固定席で1万5,000人となる。
2024年（令和6年）2月8日、「愛知国際アリーナ」のネーミングライツを「IGグループ」が取得。名称を「IGアリーナ」とすることが発表された。その後、6月16日には、2025-26シーズンから同アリーナをホームアリーナとして利用することを発表した。

## 歴史
1950年、三菱電機名古屋製作所にて創部。1973年に全国実業団リーグ2部入り、1984年1部昇格。1990年にオールジャパン初優勝を果たし、翌年も連覇。
2000-01シーズン、チーム名をメルコドルフィンズ（Melco Dolphins）とし、2006-07シーズンまで使用。その後、2007年の日本バスケットボールリーグ（JBL）発足に伴い、三菱電機ダイヤモンドドルフィンズ（みつびしでんきダイヤモンドドルフィンズ、MITSUBISHI ELECTRIC DIAMOND Dolphins）とした。
2013年、ナショナル・バスケットボール・リーグ（NBL）参戦に伴い、チーム名を三菱電機ダイヤモンドドルフィンズ名古屋（みつびしでんきダイヤモンドドルフィンズなごや、MITSUBISHI ELECTRIC DIAMOND Dolphins NAGOYA）とした。

### B.LEAGUE

#### 2016-17シーズン（B1 西地区）
2016年、B.LEAGUE参戦に伴い、チーム名は現在の名称となった。併せてチームカラーを、三菱電機時代までの水色からドルフィンズレッド（赤色）に変更した。
2016-17シーズンは西地区に所属することになった。開幕当初はスタートダッシュに成功し、三河に次ぐ2位をキープしていた。しかし、インターカンファレンス戦に突入すると、主力選手の一人だったジャスティン・バーレルやベテランだった石崎巧、鵜沢潤が相次いで負傷するなどの不運に見舞われ、特にバーレルが不在の2カ月では2勝11敗と苦戦を強いられた。結果として三河の独走を許すとともに、京都や大阪、琉球に追い付かれてしまい、一時は5位に転落していた。
また、逆転負けも珍しくなく、特に東地区の秋田戦（3月19日）に至っては、最大21点差を奪い、前半を19点リードで終えたにもかかわらず、オーバータイムの末に逆転負けを喫するなど、終盤での脆さと本番での勝負弱さが目立ったシーズンとなった。結果的に西地区は27勝33敗、6チーム中4位という結果に終わった。シーズンオフには、HCのレジー・ゲーリーの退任、主将である石崎巧の琉球への移籍など主力選手の一部の移籍が発表された。

#### 2017-18シーズン（B1 中地区）
前季に秋田と仙台という東北勢がB2リーグに降格した事を受け、2017-18シーズンは同じ愛知県の三遠（豊橋市）、三河（刈谷市）と共に、中地区で戦うこととなった。
チームの主将だった石崎巧（琉球）、鵜澤潤（新潟）、デイビット・ウィーバー、レジー・ゲーリーHC、寒河江功一AC（信州のACに就任）が退団した。
一方、琉球から9年ぶりに復帰した大宮宏正、三河から柏木真介などを獲得した。また新ヘッドコーチとしてクラブOBの梶山信吾が昇格。アソシエイトヘッドコーチには前滋賀ヘッドコーチの遠山向人が就任した。
開幕戦は前シーズン全体勝率1位の川崎に勝利するも、その後は2016-17シーズンと対照的に、スタートダッシュに失敗。年内を11勝17敗(借金6)で折り返す。しかし、2018年を迎えるとクラブ全体の調子が上向き、結果的に31勝29敗(貯金2)、中地区2位の成績を残し、チャンピオンシップへの出場を決めた。
チャンピオンシップクォーターファイナルでは、西地区首位の琉球と対戦。第1戦で71－69と僅差の勝利を挙げるも、翌日の第2戦では4Qに逆転を許し、62-66で敗戦。同日、特別ルールで開催された第3戦も12-17で敗れ、初出場のチャンピオンシップはクォーターファイナル敗退という結果となった。

#### 2018-19シーズン（B1 西地区）
開幕前には、満田丈太郎、小林遥太が加入。張本天傑、笹山貴哉、中東泰斗、ジャスティン・バーレルの残留、梶山信吾HCの続投も決定しており、昨シーズンに築き上げた戦い方を継承、上積みする形となった。
シーズン前半戦では、得意の攻撃力を活かし、5連勝を築くなど、好調を維持していた。だが、試合平均81.2得点でリーグ4位の数字を築いた一方、平均失点も80を超え、守備に課題を残していた。そのため、シーズン途中にはヒルトン・アームストロングを加入。守備の改善にも努めた。最終的なシーズン成績は、西地区2位で33勝27敗。チャンピオンシップへの出場を決めた。
チャンピオンシップクォーターファイナルの相手は、同じ西地区を優勝した琉球。2年連続で同じ組み合わせで、アウェイでの対戦となった。第1戦では持ち前の攻撃力、更にシーズンで改善された守備も合わせながら、69-53で快勝。だが第2戦では、古川孝敏の3ポイントシュート、橋本竜馬が持ち前の激しいディフェンスにあい、53-77で試合を落とす。第3戦ではロースコアの展開となる中、最後まで琉球の守備の強度を崩せず、そのまま試合の主導権を握られ、43-67で敗れた。これにより、2年連続でクォーターファイナル敗退という結果となった。

#### 2019-20シーズン（B1 西地区）
昨シーズン戦った日本人選手全10名に加え、ジャスティン・バーレルが残留。また、ヒルトン・アームストロングとの契約更新、イシュマエル・レーンの加入が発表された。
10月は、8勝2敗で西地区首位と幸先のいいスタートを決めたが、チーム全勝の原動力であるジャスティン・バーレルが、故障者リストへ。これ以降、強みであった得点力が機能せず、3ポイントの不調もあり、昨季に比べて得点力が劣る戦いとなった。さらに11月に入ると5連敗になり、地区首位から徐々に順位を落とし、12月ではわずか2勝で6連敗で終えるなど、苦しい戦いが続いた。年開け以降では、得点力の課題は修正できたものの、ターンオーバー数とフリースロー成功率が改善しないまま、2020年3月時点では西地区5位に位置していた。
その後、シーズン途中での新型コロナウイルス感染拡大の状況変化もあり、3月20日～4月1日でのリーグ戦、ポストシーズン中止が決定された。これに伴い、西地区5位、17勝24敗でシーズンを終えることとなった。

#### 2020-21シーズン（B1 西地区）
3シーズン連続で、張本天傑がキャプテンに就任。副キャプテンには、滋賀から加入した狩野祐介が就任した。
開幕前には、前述の狩野に加えレオ・ライオンズ、齋藤拓実、ジェフ・エアーズが加入。また、梶山信吾HCの続投、さらには富山でヘッドコーチを務めたドナルド・ベックを、アドバイザーとして迎えることも発表した。

#### 2021-22シーズン（B1 西地区）
代表活動などの負担を考慮し、キャプテンは張本天傑に代わり、狩野祐介が就任した。副キャプテンには中務敏宏が就任した。
2017-18シーズンよりHCを務めてきた梶山信吾がHCを退任し、GMに就任。新たなHCには前滋賀HCのショーン・デニスが就任した。
外国籍選手であるジャスティン・バーレル、ジェフ・エアーズ、レオ・ライオンズが退団し、スコット・エサトン、コティ・クラーク、シェーン・ウィティングトンが加入した。
また、長きに渡り主力PGとしてチームを支えた笹山貴哉、日本人エースの安藤周人、木下誠が退団。
須田侑太郎、伊藤達哉、クラブ初となるアジア特別枠のレイ・パークスジュニアが加入した。

#### 2022-23シーズン（B1 西地区）
キャプテンに齋藤拓実が就任。モリス・ンドゥールが加入。シーズン途中にはインジュアリーリスト入りのンドゥールに代わってアラン・ウィリアムズが加入。

#### 2023-24シーズン（B1 西地区）
キャプテン須田侑太郎、副キャプテン中東泰斗。
2024年5月6日のレギュラーシーズン最終戦となったアウェーゲーム・佐賀戦（佐賀）での勝利を受け、琉球とは同率（.683）ながらも、Bリーグ発足後として初となるB1西地区の初優勝（41勝19敗・全体3位）を決めた。
チャンピオンシップのクォーターファイナル（5月11日～5月12日）では、中地区2位の三河戦だったが、2連勝（2勝0敗）でクラブ初のセミファイナル進出を決める。しかしセミファイナル（5月18日～5月20日）の西地区2位の広島戦は、1勝2敗で惜しくもファイナル進出はならなかった。

#### 2024-25シーズン（B1 中地区）
キャプテンに中東泰斗、副キャプテンに佐藤卓磨が就任。
信州、富山と前シーズン中地区のチームが揃って降格したことを受けて中地区に移動。愛知県の4チームがすべて同地区に揃うこととなった。
ロバート・フランクス（茨城）、レイ・パークスジュニア（大阪）、伊藤達哉（琉球）、ティム・ソアレス（越谷）、須田侑太郎（三河）、ジョシュア・スミス（福岡）が退団。
一方、アイザイア・マーフィー（広島）、加藤嵩都（福島）、今村佳太（琉球）、ルーク・メイ（茨城）、ザイラン・チータムが加入。
シーズン途中にはインジュアリーリスト入りのルーク・メイ(旧茨城)に代わってアイザック・バッツ(旧FE名古屋)が加入。

## 成績

### 旧JBL
| 年度      | リーグ         | ディビジョン   | 回 | レギュラーシーズン | レギュラーシーズン | レギュラーシーズン | セミファイナル | セミファイナル | ファイナル | ファイナル | 最終結果 |
| 年度      | リーグ         | ディビジョン   | 回 | 勝                 | 敗                 | 順位               | 勝             | 敗             | 勝         | -          | 最終結果 |
| --------- | -------------- | -------------- | -- | ------------------ | ------------------ | ------------------ | -------------- | -------------- | ---------- | ---------- | -------- |
| 1974      | 日本リーグ     | 2部            | 4  |                    |                    |                    |                |                |            |            | 4位      |
| 1975      | 日本リーグ     | 2部            | 5  |                    |                    |                    |                |                |            |            | 5位      |
| 1976      | 日本リーグ     | 2部            | 6  |                    |                    |                    |                |                |            |            | 5位      |
| 1977      | 日本リーグ     | 2部            | 7  |                    |                    |                    |                |                |            |            | 4位      |
| 1978      | 日本リーグ     | 2部            | 12 |                    |                    |                    |                |                |            |            | 5位      |
| 1979      | 日本リーグ     | 2部            | 13 |                    |                    |                    |                |                |            |            | 6位      |
| 1980      | 日本リーグ     | 2部            | 14 |                    |                    |                    |                |                |            |            | 3位      |
| 1981      | 日本リーグ     | 2部            | 15 |                    |                    |                    |                |                |            |            | 2位      |
| 1982      | 日本リーグ     | 2部            | 16 |                    |                    |                    |                |                |            |            | 4位      |
| 1983      | 日本リーグ     | 2部            | 17 |                    |                    |                    |                |                |            |            | 3位      |
| 1984      | 日本リーグ     | 2部            | 18 |                    |                    |                    |                |                |            |            | 1位      |
| 1985      | 日本リーグ     | 1部            | 19 |                    |                    |                    |                |                |            |            | 3位      |
| 1986      | 日本リーグ     | 1部            | 20 |                    |                    |                    |                |                |            |            | 準優勝   |
| 1987      | 日本リーグ     | 1部            | 21 |                    |                    |                    |                |                |            |            | 準優勝   |
| 1988      | 日本リーグ     | 1部            | 22 |                    |                    |                    |                |                |            |            | 4位      |
| 1989      | 日本リーグ     | 1部            | 23 |                    |                    |                    |                |                |            |            | 準優勝   |
| 1990      | 日本リーグ     | 1部            | 24 |                    |                    |                    |                |                |            |            | 3位      |
| 1991      | 日本リーグ     | 1部            | 25 |                    |                    |                    |                |                |            |            | 4位      |
| 1992      | 日本リーグ     | 1部            | 26 |                    |                    |                    |                |                |            |            | 6位      |
| 1993      | 日本リーグ     | 1部            | 27 |                    |                    |                    |                |                |            |            | 6位      |
| 1994      | 日本リーグ     | 1部            | 28 |                    |                    |                    |                |                |            |            | 8位      |
| 1995-96   | 日本リーグ     | 1部            | 29 |                    |                    |                    |                |                |            |            | 3位      |
| 1996-97   | 日本リーグ     | 1部            | 30 |                    |                    |                    |                |                |            |            | 6位      |
| 1997-98   | 日本リーグ     | 1部            | 31 |                    |                    |                    |                |                |            |            | 5位      |
| 1998-99   | 日本リーグ     | 1部            | 32 | 11                 | 5                  | T2位               |                |                |            |            | 5位      |
| 1999-2000 | 日本リーグ     | 1部            | 33 | 11                 | 5                  | T2位               |                |                |            |            | 5位      |
| 2000-01   | 日本リーグ     | SL             | 34 | 10                 | 11                 | 6位                | ---            | ---            | ---        | ---        | 6位      |
| 2001-02   | スーパーリーグ | スーパーリーグ | 1  | 8                  | 13                 | 5位                | ---            | ---            | ---        | ---        | 5位      |
| 2002-03   | スーパーリーグ | スーパーリーグ | 2  | 9                  | 12                 | 5位                | ---            | ---            | ---        | ---        | 5位      |
| 2003-04   | スーパーリーグ | スーパーリーグ | 3  | 16                 | 12                 | 3位                | 1              | 2              | ---        | ---        | 3位      |
| 2004-05   | スーパーリーグ | スーパーリーグ | 4  | 16                 | 12                 | 3位                | 1              | 2              | ---        | ---        | 3位      |
| 2005-06   | スーパーリーグ | スーパーリーグ | 5  | 10                 | 16                 | 6位                | ---            | ---            | ---        | ---        | 6位      |
| 2006-07   | スーパーリーグ | スーパーリーグ | 6  | 17                 | 7                  | 1位                | 3              | 1              | 3          | 0          | 準優勝   |

※日本リーグ1部の第22回（1988年）から第33回（1999年）まではC（クーガー）、T（タイガー）のディビジョン制を導入。
※日本リーグ1部の第34回（2000年）のディビジョンはSL（プレスーパーリーグ）、NL（日本リーグ）として実施。

### JBL
| 年度    | リーグ | 回 | レギュラーシーズン | レギュラーシーズン | レギュラーシーズン | セミファイナル               | セミファイナル               | ファイナル                   | ファイナル                   | 最終結果                     | HC                 |
| 年度    | リーグ | 回 | 勝                 | 敗                 | 順位               | 勝                           | 敗                           | 勝                           | 敗                           | 最終結果                     | HC                 |
| ------- | ------ | -- | ------------------ | ------------------ | ------------------ | ---------------------------- | ---------------------------- | ---------------------------- | ---------------------------- | ---------------------------- | ------------------ |
| 2007-08 | JBL    | 1  | 18                 | 17                 | 4位                | 0                            | 2                            | ---                          | ---                          | 4位                          | 藤田将弘           |
| 2008-09 | JBL    | 2  | 8                  | 27                 | 8位                | ---                          | ---                          | ---                          | ---                          | 8位                          | 藤田将弘           |
| 2009-10 | JBL    | 3  | 8                  | 34                 | 8位                | ---                          | ---                          | ---                          | ---                          | 8位                          | 藤田将弘           |
| 2010-11 | JBL    | 4  | 11                 | 25                 | 7位                | 震災のためプレイオフ実施せず | 震災のためプレイオフ実施せず | 震災のためプレイオフ実施せず | 震災のためプレイオフ実施せず | 震災のためプレイオフ実施せず | アントニオ・ラング |
| 2011-12 | JBL    | 5  | 12                 | 30                 | 7位                | ---                          | ---                          | ---                          | ---                          | 7位                          | アントニオ・ラング |
| 2012-13 | JBL    | 6  | 12                 | 30                 | 7位                | ---                          | ---                          | ---                          | ---                          | 7位                          | アントニオ・ラング |

### NBL
| 年度    | 回 | レギュラーシーズン | レギュラーシーズン | レギュラーシーズン | カンファレンス セミファイナル | カンファレンス セミファイナル | カンファレンス ファイナル | カンファレンス ファイナル | ファイナル | ファイナル | 最終結果 | HC                       |
| 年度    | 回 | 勝                 | 敗                 | 順位               | 勝                            | 敗                            | 勝                        | 敗                        | 勝         | 敗         | 最終結果 | HC                       |
| ------- | -- | ------------------ | ------------------ | ------------------ | ----------------------------- | ----------------------------- | ------------------------- | ------------------------- | ---------- | ---------- | -------- | ------------------------ |
| 2013-14 | 1  | 29                 | 25                 | 西3位              | 0                             | 2                             | ---                       | ---                       | ---        | ---        | 6位      | アントニオ・ラング       |
| 年度    | 回 | レギュラーシーズン | レギュラーシーズン | レギュラーシーズン | クォーターファイナル          | クォーターファイナル          | セミファイナル            | セミファイナル            | ファイナル | ファイナル | 最終結果 | HC                       |
| 年度    | 回 | 勝                 | 敗                 | 順位               | 勝                            | 敗                            | 勝                        | 敗                        | 勝         | 敗         | 最終結果 | HC                       |
| 2014-15 | 2  | 29                 | 25                 | 西2位              | 0                             | 2                             | ---                       | ---                       | ---        | ---        | 5位タイ  | トリフォン・ポックロペズ |
| 2015-16 | 3  | 27                 | 28                 | 7位                | 0                             | 2                             | ---                       | ---                       | ---        | ---        | 5位タイ  | レジー・ゲーリー         |

### 獲得タイトル
- オールジャパン（天皇杯）
  - 優勝2回（1990年・1991年）
- 国体
  - 優勝3回

## 選手とスタッフ

### 過去の所属選手
- 山下雄樹
- 藤田将弘（HCも歴任）
- 福島雅人（HCも歴任）
- 後藤正規
- 陳岡悟
- 富永啓之
- 川地昌吾
- 川西英昭
- 古田悟
- 岡村憲司
- 沖田眞
- 米本聡
- 大野篤史
- 大宮宏正
- ジョニー・テーラー
- ジェラルド・ハニーカット
- 高田秀一
- 小淵雅
- 川辺泰三
- 板倉令奈
- 新井靖明
- カール・トーマス
- アダム・パラダ
- エリック・ドーソン
- 蒲谷正之
- 堀田剛司
- 栗野譲
- オンタリオ・レット
- ロン・ヘール
- 松島ウォルターブラウン
- 梶山信吾
- 中川和之
- 上江田勇樹
- 内海慎吾
- 佐藤託矢
- 加納誠也
- 田代拓也
- 安部潤
- 遥天翼
- 朝山正悟
- 柏倉秀徳
- 湊谷安玲久司朱
- ブレンダン・レーン
- アマット・ウンバイ
- 五十嵐圭
- 川村卓也
- 鵜澤潤
- 石崎巧
- 柏木真介
- 船生誠也
- 藤永佳昭
- マーキース・カミングス
- クレイグ・ブラッキンズ